# Einzelhaft
Einzelhaft je debutové album rakouského zpěváka Falca z roku 1982.

## Historie vzniku
V roce 1980 dostal Falco, který tehdy ještě hrál ve skupině Drahdiwaberl, kontrakt od Markuse Spiegela na tři sólová alba. Falcova píseň „Ganz Wien“ hraná na koncertech Drahdiwaberl měla velký úspěch. Avšak po bojkotu rakouských rozhlasových stanic proti této nahrávce vznikla anglická verze „That Scene“, kterou vydal začátkem roku 1981. Singl byl v Rakousku skutečně populární a vyšplhal se až na 11. místo v hitparádě, v zahraničí zůstal nepovšimnutý.

## Produkce
Na jaře 1981 začal Falco společnou práci s Robertem Pongerem, který měl melodii bez textu. Ta byla původně myšlená pro Reinholda Bilgeriho, který ji však odmítl. Falco byl naproti tomu z melodie nadšený, hned ji přijal. Během tří dnů píše text a vzniká „Der Kommissar“. V tomto čase vznikl ještě druhý titul „Helden von heute“. I když chtěl Falco původně píseň vydat jako singl (s „Der Kommissar“ na druhé straně), musel poslechnout svoje hudební vydavatelství, které rozhodlo upřednostnit „Der Kommissar“, protože měl podle jejich mínění lepší potenciál.

## Úspěch
V listopadu byl singl „Der Kommissar“ v Rakousku vydaný a zakrátko dosáhl prvního místa v hitparádě. O dva měsíce později se to podařilo též v Německu a Francii, ale i v různých evropských zemích. V Kanadě dosáhl singl zlaté místo. V americké Billboard-Charts obsadil singl 72. místo, v Disco-Charts 1. místo. Falco zůstal půl roku v Americe, propagovat album, se kterým měl v zahraničí velký úspěch. Celosvětově se prodalo přes sedm milionů kusů „Der Kommissar“. LP Einzelhaft dosáhlo #31 místo v kanadské albové hitparádě a drželo se tam 20 týdnů. V Itálii obsadilo 21. místo, v USA 64. místo v US Billboard-Charts. V létě 1982 byl úspěšně vydaný singl „Maschine brennt“, který vyšel v Rakousku, Norsku a Německu v top 10 a potvrdil úspěch.

## Seznam skladeb
1. „Zuviel Hitze“
2. „Der Kommissar“
3. „Siebzehn Jahr“
4. „Auf der Flucht“
5. „Ganz Wien“
6. „Maschine brennt“
7. „Hinter uns die Sintflut“
8. „Nie mehr Schule“
9. „Helden von heute“
10. „Einzelhaft“